# Episodi di Keroro
Questa è la lista degli episodi dell'anime Keroro, trasmesso in Giappone su TV Tokyo e Animax, mentre in Italia su Italia 1 (prima visione delle prime due stagioni), Cartoon Network (repliche delle prime due stagioni), Hiro (replica della seconda stagione e prima visione della terza stagione e del primo episodio della quarta), Frisbee (repliche della prima stagione) e su Man-ga (repliche della prime due stagioni).

## Stagioni
L'anime di Keroro è diviso in stagioni. Gli episodi di ogni stagione si trovano nella relativa sottopagina.
| Stagione         | Episodi | Anno di trasmissione | Anno di trasmissione |
| Stagione         | Episodi | Giappone             | Italia               |
| ---------------- | ------- | -------------------- | -------------------- |
| Prima stagione   | 1-51    | 2004-2005            | 2006                 |
| Seconda stagione | 52-103  | 2005-2006            | 2007-2009            |
| Terza stagione   | 104-154 | 2006-2007            | 2009-2010            |
| Quarta stagione  | 155-205 | 2007-2008            | 2010                 |
| Quinta stagione  | 206-256 | 2008-2009            | Inedita              |
| Sesta stagione   | 257-307 | 2009-2010            | Inedita              |
| Settima stagione | 308-358 | 2010-2011            | Inedita              |

### Stagioni Italia
Mediaset ha suddiviso la serie in tre stagioni televisive in base ad un determinato numero di episodi acquistati e trasmessi in prima visione sulle sue reti.
- Keroro I: 51 episodi (1-51), trasmessa dall'11 settembre 2006 al 21 novembre 2006.
- Keroro II: 52 episodi[2] (52-103), trasmessa dal 7 febbraio 2007 al 28 aprile 2007 e il 3 novembre 2009.
- Keroro III: 52 episodi (104-155), trasmessa dal 1º dicembre 2009 al 27 gennaio 2010.